# قائمة رموز الأردن الوطنية
رموز الأردن الوطنية  هي الرموز التي تستخدم في الأردن وفي الخارج لتمثل البلاد وشعبها. تتخذ هذه الرموز أشكالًا مادية ومعنوية، وكل رمز منها يحمل دلالة ومعنى لتمثل الدولة وتميزها عن غيرها من الدول.

## الملك المؤسس

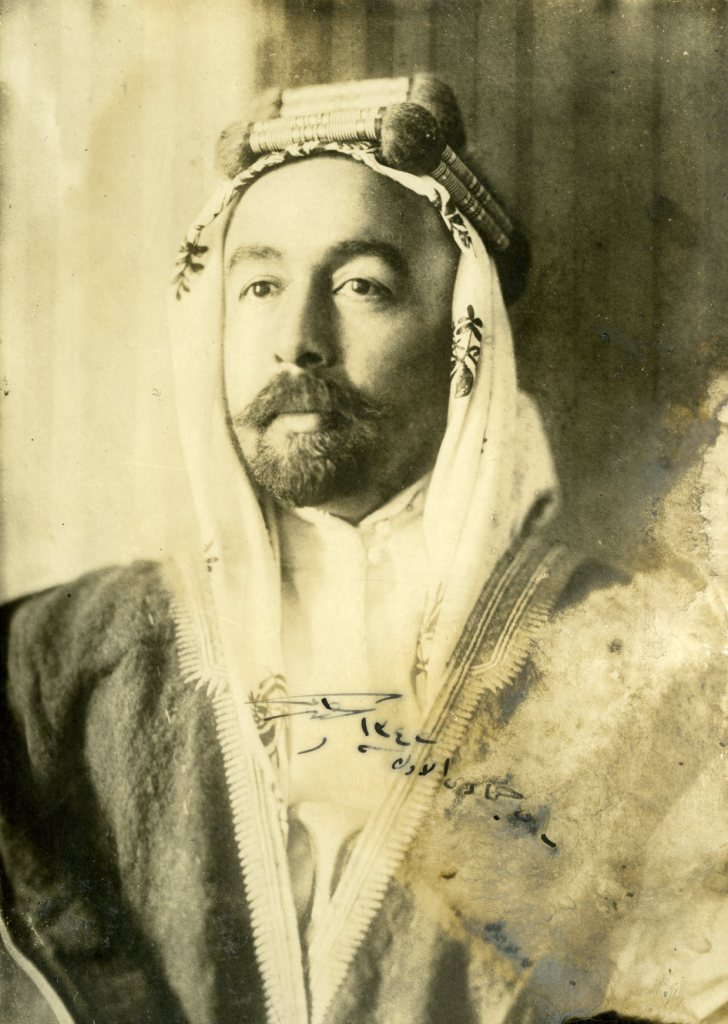
الملك المؤسس عبد الله بن الحسين

عبد الله بن الحسين هو المؤسس لإمارة شرق الأردن، وتم ذلك بعد إقرار عصبة الأمم المتحدة باقتراح بريطانيا، والذي نصَّ على إلغاء السيطرة الاستعماريّة اليهودية عن مناطق الانتداب، وعن شرق الأردن، ومنذ ذلك الوقت أصبحت منطقة شرق الأردن مُستقلة يحكمها الملك المؤسس عبد الله الأول.

## علم الأردن

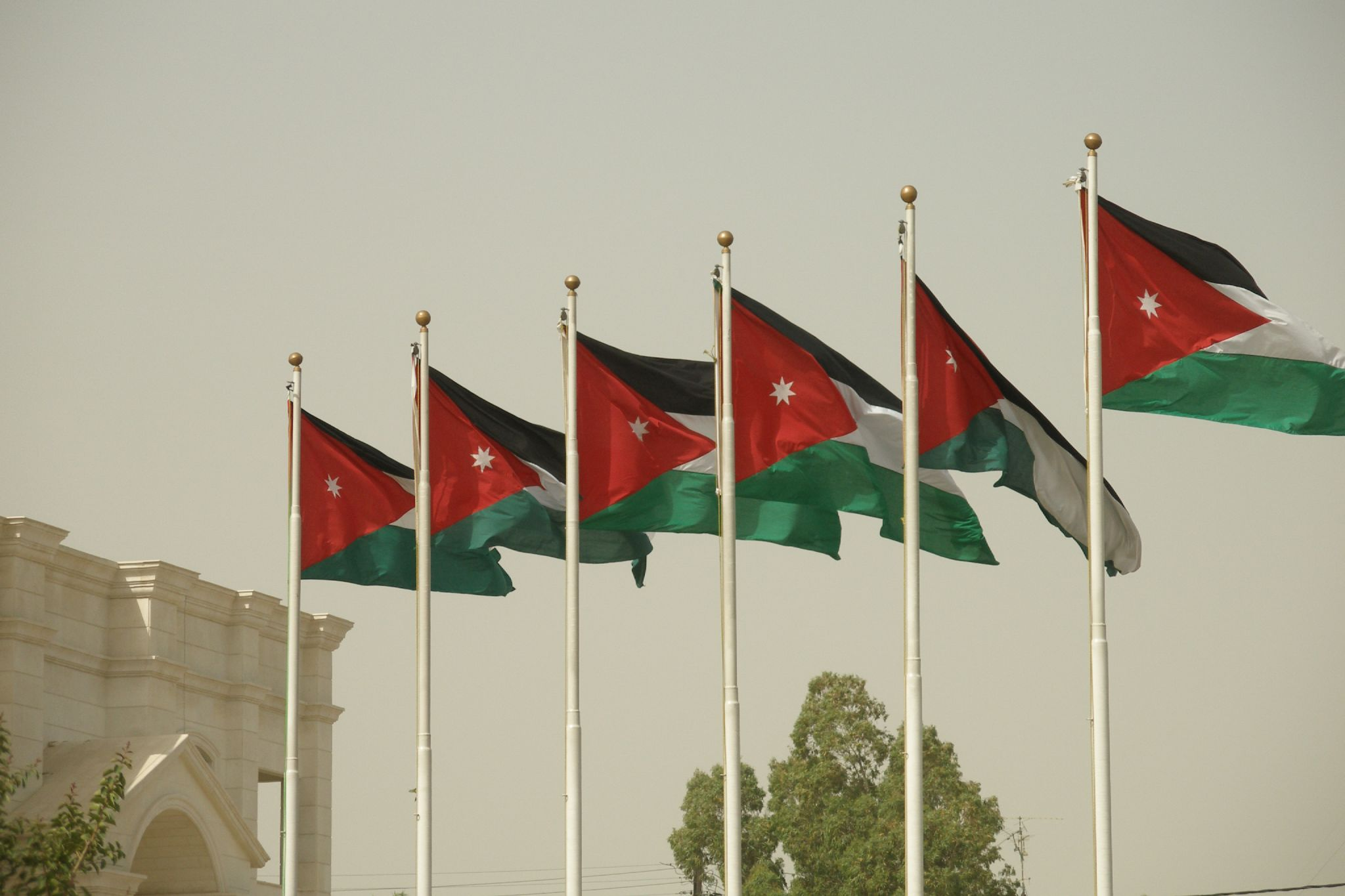
علم الأردن

علم الأردن هو العلم الرسمي للمملكة الأردنية الهاشمية، الذي يمثل الدولة وسيادتها ومؤسساتها ومواطنيها، سواء في الأردن أو في جميع أنحاء العالم.
واعُتمد رسميا في 18 نيسان 1928، ويستند على علم الثورة العربية ضد الإمبراطورية العثمانية خلال الحرب العالمية الأولى.
تم وصف العلم في الدستور الأردني، في المادة الرابعة عام 1952م. كالتالي: 

## الألوان الوطنية
يستخدم الأردن الألوان العربية للدلالة على الألوان الوطنية، والتي تستخدم جميعها على العلم الأردني. أصل هذه الألوان يعود إلى التالي:
| اللون        | الدلالة                        | الصورة |
| ------------ | ------------------------------ | ------ |
| اللون الأسود | يرمز إلى العصر العباسي         |        |
| اللون الأبيض | يرمز إلى العصر الأموي          |        |
| اللون الأخضر | يرمز إلى الدولة الفاطمية       |        |
| اللون الأحمر | يرمز إلى الثورة العربية الكبرى |        |

## علم الثورة العربية

الراية الهاشمية

علم الثورة العربية الكبرى او علم مملكة الحجاز تبناه معظم القوميين العرب. كان بعض الشباب المنتمي إلى المنتدى الأدبي العربي الذي تأسس في الأستانة قد صمم راية تمثل القومية العربية عام 1909 تتألف من أربعة ألوان: الأبيض والأسود والأخضر والأحمر.

## شعار الأردن

شعار الأردن

تم تصميم الشارة بناءً على طلب من الملك عبد الله الأول بن الحسين. وفي عام 1921 تم الإعلان عنه شعار رسمي كرمز للمملكة الأردنية الهاشمية من قِبل مجلس الوزراء في 25 أغسطس 1934 بموجب الأمر الإداري رقم 558. في 21 فبراير 1982 أصدر مجلس الوزراء البيان الرسمي رقم 6، الذي شرح فيه مواصفات هذا الشعار. صممه المهندس المعماري الأردني فواز مهنا.

## شعارمؤوية الثورة العربية الكبرى
شعار مئوية الثورة العربية الكبرى هو شعار تم تصميمه في الأردن عام 2016 ضمن احتفالات مئوية الثورة العربية الكبرى التي توافق العاشر من حزيران 2016.

شعار مئوية الثورة العربية الكبرى

## الراية الهاشمية

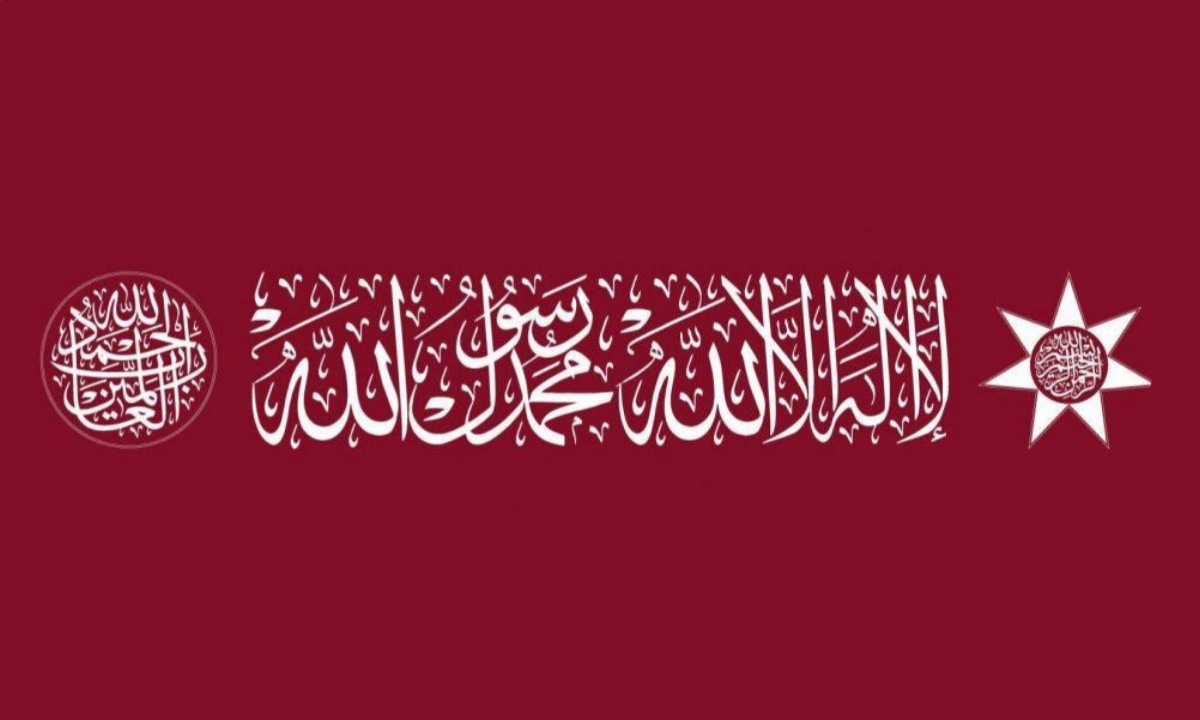
الراية الهاشمية

الراية الهاشمية هي راية مستمدة من راية أشراف الحجاز من آل أبي نمي من آل هاشم، وهي راية أحفاده من الهاشميين؛ العائلة الحاكمة في الأردن. كذلك فإن هذه الراية هي إحدى رايات الجيش العربي

## العملة الوطنية
اعتبارًا من 1 يوليو 1950، بدأ التداول بالدينار الأردني كعملة رسية للمملكة الاردنية الهاشمية وقد صدر عن البنك المركزالاردني خمس اصدارات مالية منذ ذلك الحين، قبل ذلك اصدر مجلس النقد الاردني اصدارين الاول عام 1949، واستمر التداول بها ، حتى الاصدار الثاني عام 1955، والتي استمر حتى تأسيس البنك المركز الاردني بدلا من مجلس النقد الاردني. وفيما يلي توضيح للاصدار الخامس التي تم اعتمادها من قِبل البنك المركزي الأردني منذ 2002 إلى الآن. 
| العملات الورقية التي تم اعتمادها من قِبل البنك المركزي الأردني | العملات الورقية التي تم اعتمادها من قِبل البنك المركزي الأردني | العملات الورقية التي تم اعتمادها من قِبل البنك المركزي الأردني | العملات الورقية التي تم اعتمادها من قِبل البنك المركزي الأردني | العملات الورقية التي تم اعتمادها من قِبل البنك المركزي الأردني | العملات الورقية التي تم اعتمادها من قِبل البنك المركزي الأردني | العملات الورقية التي تم اعتمادها من قِبل البنك المركزي الأردني | العملات الورقية التي تم اعتمادها من قِبل البنك المركزي الأردني | العملات الورقية التي تم اعتمادها من قِبل البنك المركزي الأردني | العملات الورقية التي تم اعتمادها من قِبل البنك المركزي الأردني |
| العملة                                                        | العكس                                                         | الفئة                                                         | الحجم                                                         | اللون الأساسي                                                 | وجه العملة                                                    | العكس                                                         | تاريخ الطباعة                                                 | تاريخ الإصدار                                                 | العلامة                                                       |
| ------------------------------------------------------------- | ------------------------------------------------------------- | ------------------------------------------------------------- | ------------------------------------------------------------- | ------------------------------------------------------------- | ------------------------------------------------------------- | ------------------------------------------------------------- | ------------------------------------------------------------- | ------------------------------------------------------------- | ------------------------------------------------------------- |
|                                                               |                                                               | دينار واحد                                                    | 133 × 74 mm                                                   | أخضر                                                          | الحسين بن علي شريف مكة                                        | الثورة العربية الكبرى                                         | 2002 تقويم هجري 1423                                          | 30 مارس- 2003                                                 | الحسين بن علي شريف مكة                                        |
|                                                               |                                                               | 5 دنانير                                                      | 137 × 74 mm                                                   | القرميدي والبرتقالي                                           | عبد الله الأول بن الحسين                                      | قصر معان                                                      | 2002 تقويم هجري 1423                                          | 22 ديسمبر -2002                                               | عبد الله الأول بن الحسين                                      |
|                                                               |                                                               | 10 دينار                                                      | 141 × 74 mm                                                   | أزرق                                                          | طلال بن عبد الله بن حسين                                      | المبنى الأول للبرلمان الأردني                                 | 2002 تقويم هجري 1423                                          | 22 ديسمبر -2002                                               | طلال بن عبد الله بن حسين                                      |
|                                                               |                                                               | 20 dinars                                                     | 145 × 74 mm                                                   | Cyan                                                          | الحسين بن طلال                                                | قبة الصخرة                                                    | 2002 تقويم هجري 1423                                          | 2 فبراير 2003                                                 | الحسين بن طلال                                                |
|                                                               |                                                               | 50 دينار                                                      | 149 × 74 mm                                                   | الوردي والبني                                                 | عبد الله الثاني بن الحسين                                     | قصر رغدان                                                     | 2002 تقويم هجري 1423                                          | 2 فبراير 2003                                                 | عبد الله الثاني بن الحسين                                     |

## النشيد الوطني
«السلام الملكي الأردني» هو تعبير فني من الموسيقى والشعر، ويمثل الأردن في المناسبات الرسمية. واعتمد بوصفه نشيد المملكة الرسمي في عام 1946. وقد كتب النشيد عبد المنعم الرفاعي وهو شاعر أردني من أصل فلسطيني ولحنه عبدالقادر التنّير.
ملاحظة:
- النشيد الوطني: مقطوعة موسيقية وطنية تمدح تاريخ البلاد.
- السلام الملكي: العلم الخاص بالدولة.[13]

## الشجرة الوطنية

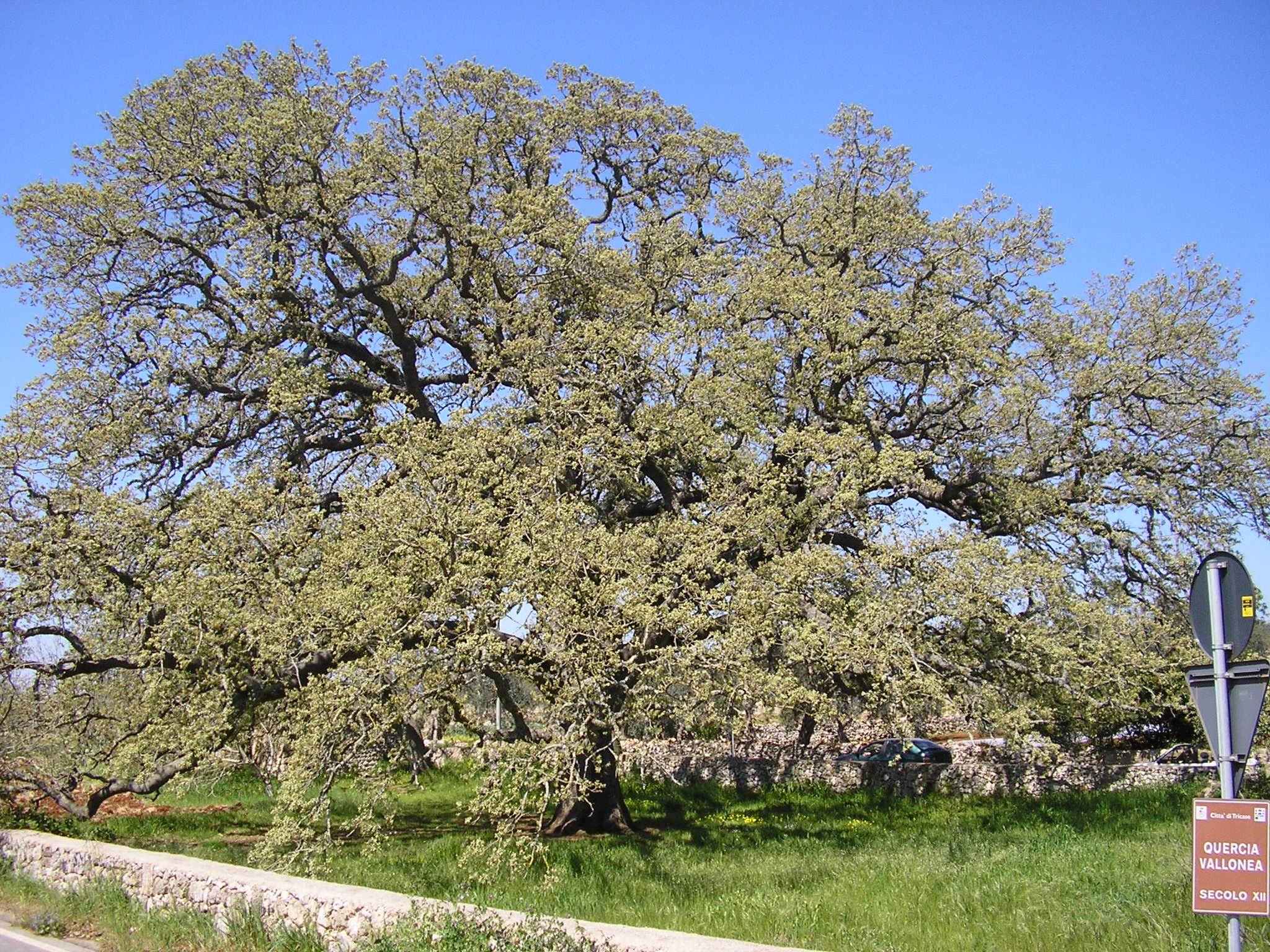
شجرة السنديان الطابوري (الملول).

شجرة السنديان الطابوري (الملول) أو البلوط متساقط الأوراق هي شجرة الأردن الوطنية. 
ويأتي سبب أختيارها كشجرة وطنية، نظرًا لأنها شجرة مُعمرة وواسعة الانتشار، ولملاءمتها للبيئة الأردنية.
 وتزهر بين شهري آذار ونيسان، ومناطق إنتشارها هي :إربد والسلط وعمان.

## الزهرة الوطنية

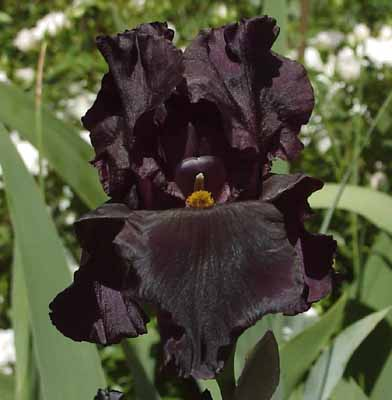
زهرة السوسن الأسود

زهرة الأردن الوطنية هي السوسن السوداء ويمكن العثور عليها في جميع أنحاء البلاد لا سيما في محافظة الكرك. تزهر في الربيع مع بتلات سوداء داكنة وهي رمز وطني للنمو والتجديد والتغيير.

## الطائر الوطني

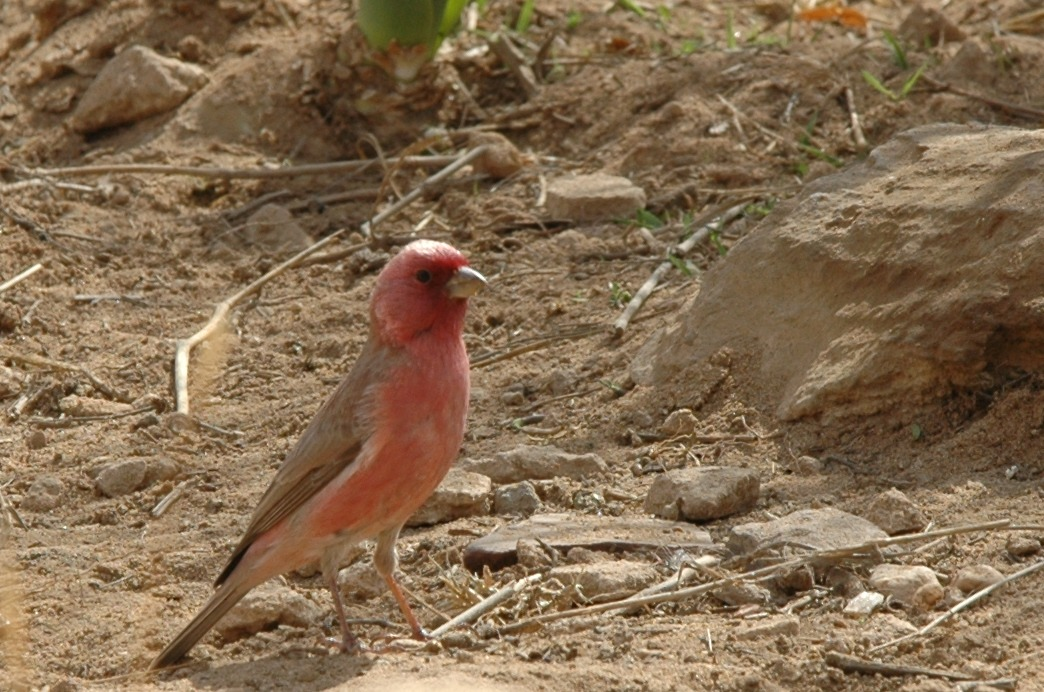
طائر الجزم السينائي

طائر الأردن الوطني هو الجزم السينائي، ويعرف أيضًا باسم «العصفور الوردي السينائي». تعتبر جبال البتراء من أفضل المناطق لمشاهدته وتم اختياره كطائر وطني للبلد بسبب لونه الوردي الذي يشبه لون البتراء.

## السمكة الوطنية
أفانيوس سرحاني هي السمكة الوطنية وتُعرف في الأردن باسم «السرحاني»، يتميز هذا النوع بتواجده في الأردن فقط، وتم العثور عليه في عام 1983 في محمية الأزرق.

## الحيوان الوطني

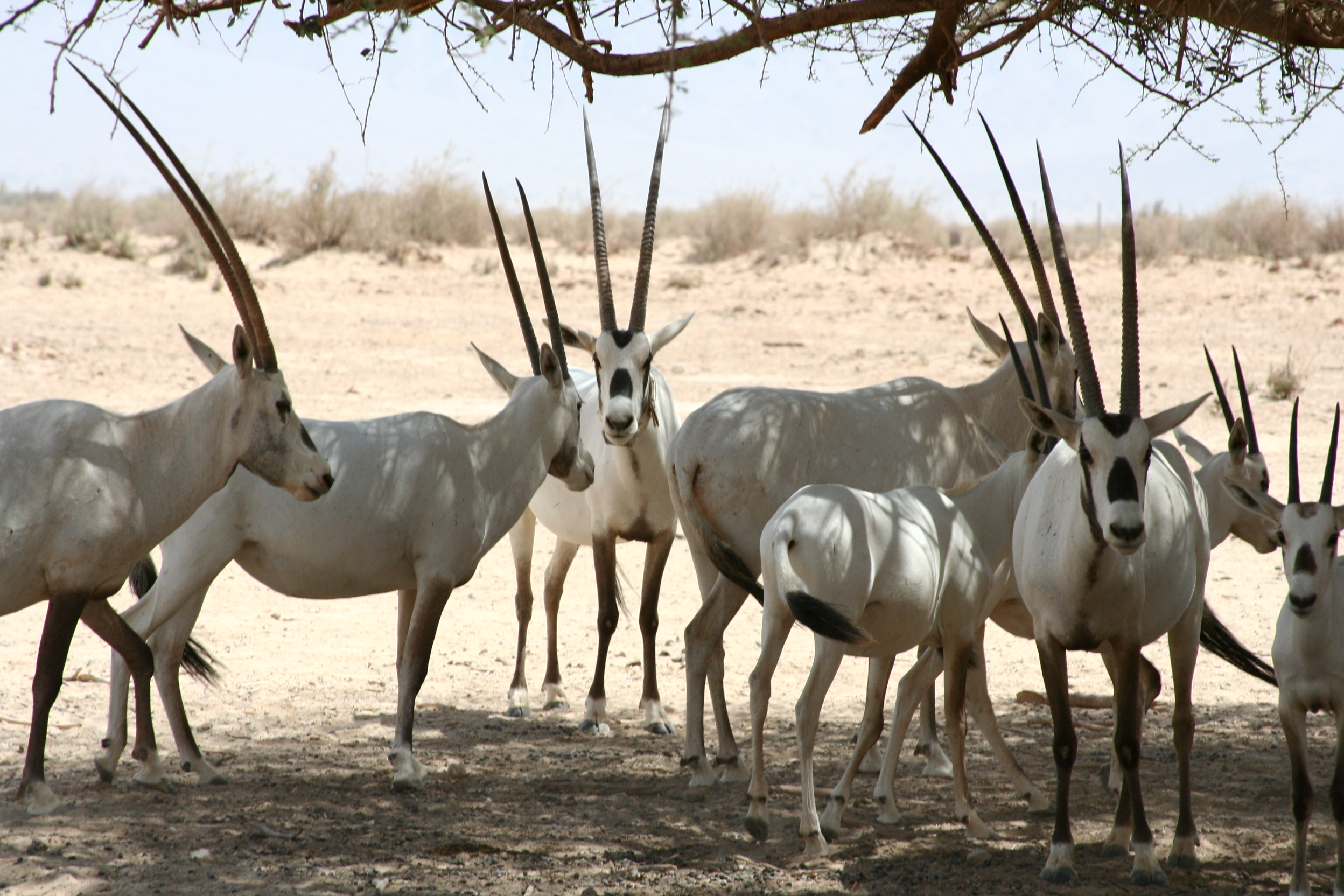
المها العربي

المها العربي هو الحيوان الوطني في الأردن.

اختفت قطعان المها العربي نهائياً من المناطق البرية في الأردن في عقد الثلاثينيات من القرن الماضي بسبب عمليات الصيد والمؤثرات الطبيعية. وقد بدأت جهود حماية المها العربي في الأردن في عام 1978م وذلك بقيام الجمعية الملكية لحماية الطبيعة بإطلاق 11 رأساً من المها العربي في محمية الشومري. وفي عام 2002م تم إعادة توطين المها العربي في محمية منطقة وادي رم الطبيعية بجنوب الأردن.

## الرقصات الوطنية

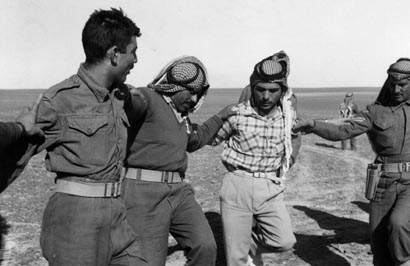
الحسين بن طلال وهو في الدبكة عام 1960.

الدبكة هي رقصة شعبيّة جماعيّة مصحوبة بالغناء.

## الطبق الوطني

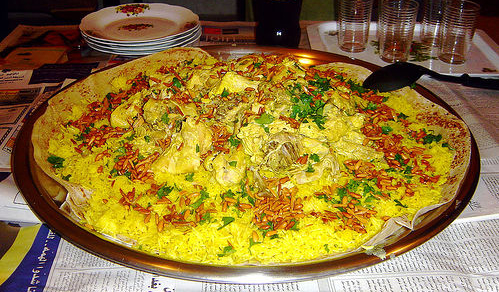
المنسف

يعد المنسف هو الطبق الأردني الأكثر تميزًا. ويعتبره الأردنيون أنه يمثل قمة الكرم. عادة ما يتم تقديمه بالمناسبات الخاصة، مثل التخرج أو حفل زفاف أو بيوت العزاء.